# Grasschaumzikade
Grasschaumzikaden (Neophilaenus lineatus) sind Rundkopfzikaden (Cicadomorpha; Clypeorrhyncha) innerhalb der Familie der Schaumzikaden (Aphrophoridae). Kennzeichnendes Merkmal dieser Insekten ist, dass ihre Larven in selbst erzeugten Schaumnestern leben. Dieser sogenannte „Kuckucksspeichel“ (engl. „cuckoo-spit“), regional auch als „Hexenspucke“ bezeichnet, findet sich häufig auf Wiesen an Gräsern und Kräutern. Ein weiteres charakteristisches Merkmal ist ein meist dunkler Längsstreif auf den behaarten Flügeldeckenrändern. Daher rührt auch der Artname „lineatus“. Die Grasschaumzikade gehört zu den häufigsten Schaumzikaden in ihrem Verbreitungsgebiet.

## Verbreitung und Lebensräume
Die Grasschaumzikade ist holarktisch verbreitet. Sie kommt in Europa, Asien, Nordafrika, Kleinasien sowie in Nordamerika vor.
Sie lebt an Süß- und Sauergräsern sowie an Binsengewächsen (Juncaceae) in den verschiedensten feuchten bis trockeneren Grasbiotopen. Sie lebt vorwiegend in Mooren aber auch in extensiv genutzten Wiesen und Weiden, Ruderalfluren, Salzmarschen und Küstendünen. Sie ist von Flachland bis in Gebirgslagen bis etwa 1800 m verbreitet.
Grasschaumzikaden sind möglicherweise eine Gruppe von Biospezies. Während die kontrastreich gefärbten Populationen in Hochgrasbeständen zu finden sind, leben in Mooren schlankere, relativ dunkle und in Dünen sehr große einheitlich helle Formen.

## Beschreibung

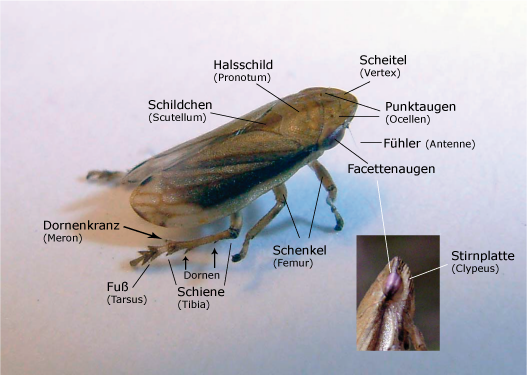
Grundbauplan der Grasschaumzikaden

Die Grasschaumzikade ist in der Grundfärbung meist matt gelblich strohfarben. Die Vorderflügel sind fein behaart und derb-ledrig. Kennzeichnend sind die dunkleren am Ende verbreiterten Längsstreifen auf etwa zwei Dritteln der Vorderflügelränder (Neophilaenus lineatus f. typica). Manche Populationen sind einheitlich schwarz-braun (Neophilaenus lineatus f. aterrima). Andere sind dunkelgrau und tragen einen helleren Längsstreifen (Neophilaenus lineatus f. pulchella). Das Schildchen (Scutellum) ist flach, ebenso die Stirn. Die Körperform ist im Umriss länglich-oval und stumpf abgerundet. Grasschaumzikaden erreichen Körperlängen zwischen 4,6 und 6,8 Millimeter, wobei die Weibchen meist etwas größer sind als die Männchen und mindestens 5,4 Millimeter groß sind.
Der Kopf der Grasschaumzikade ist von oben gesehen so breit wie der Halsschild (Pronotum). Kopf und Halsschild tragen keinen medianen Kiel – im Gegensatz zu den Arten der Gattung Aphrophora wie beispielsweise die Erlenschaumzikade. Der Kopf verfügt über zwei Punktaugen (Ocellen), ein Paar Facettenaugen und einem Paar kurzer borstenförmiger Fühler (Antennen). Die Stirnplatte (Clypeus) ist von vorn und seitlich betrachtet mehr oder weniger blasenförmig vorgewölbt und beinhaltet die Saugpumpe. Wie alle Zikaden verfügen auch Grasschaumzikaden über einen Saugrüssel zur Nahrungsaufnahme. Die Unterlippe (Labium) der Tiere ist als Gleitschiene für die aus den Mandibeln und Maxillen bestehenden Stechdornen ausgebildet. Innerhalb der Lacinien (einem Teil der Maxillen) verläuft ein Kanal, durch den gesaugt werden kann, sowie ein Speichelkanal, durch den Speichel in die Fraßstelle geleitet wird. Teile der Mundhöhle sind bei allen Schnabelkerfen zu einer Saugpumpe umgestaltet.
Die Beine sind kräftig ausgebildet. Die Füße (Tarsen) der Schaumzikade sind dreigliedrig. Die Schienen (Tibien) des hinteren Beinpaares sind rund und relativ kurz. Die Schienen der Hinterbeine tragen zwei kräftige Dornen sowie einen Dornenkranz (Meron) an der Basis. Aufgrund der kräftigen Beine können erwachsene Grasschaumzikaden im Gegensatz zu den trägen Larven gut springen. Die mächtigen Dornen an ihren Hinterbeinen kommen ihnen beim Absprung zugute, da sie den Sprungbeinen Halt auf der Unterlage geben.

## Lebensweise

### Ernährung
Wie bei allen Zikaden erfolgt die Ernährung der Grasschaumzikaden durch das Anstechen und Aussaugen bestimmter Pflanzenteile gewissermaßen wie durch einen Strohhalm. Zikaden sind auf bereits flüssige Nahrung angewiesen. Schaumzikaden sind Xylemsauger. Der Xylemsaft der Leitungsbahnen ist im Gegensatz zum Phloem-Saft deutlich ärmer an Nährstoffen, weshalb davon sehr viel aufgenommen werden muss. Dies hat zur Folge, dass auch sehr viel Flüssigkeit wieder abgeschieden wird.
Die meisten Zikadenarten sind auf bestimmte Nährpflanzen beschränkt. Grasschaumzikaden sind dagegen polyphag, das heißt, sie nutzen mehrere Pflanzengattungen oder -familien. Nährpflanzen der erwachsenen Tiere und der Larven sind Süß- und Sauergräser sowie Binsengewächse.

### Fortpflanzung und Entwicklung
Die Männchen der Grasschaumzikaden sind, wie alle Zikadenmännchen und manchmal auch die Weibchen, in der Lage, rhythmische Gesänge zu produzieren. Diese werden durch spezielle Trommelorgane (Tymbalorgane), die sich an den Seiten des 1. Hinterleibssegmentes befinden, erzeugt. Durch Zug eines kräftigen Singmuskels werden die Membranen der Trommelorgane in Schwingungen versetzt. Das Geräusch wird durch Eindellen (Muskelzug) und Zurückspringen (Eigenelastizität) erzeugt. Die erwachsenen Tiere leben zwischen Mitte Juli und Ende September.
Paarung
Die Paarung wird vom Männchen durch Verankerung seiner Genitalarmatur an derjenigen des Weibchens begonnen. Es sitzt dabei während der gesamten Kopulation schräg neben dem Weibchen und hält sich dabei seitlich fest.
So entsteht eine für Schaumzikaden sowie weitere Vertreter der Cicadomorpha typische V-Stellung. Die Eier überwintern und im folgenden Frühjahr schlüpfen die Larven. Grasschaumzikaden bilden nur eine Generation im Jahr, sie sind univoltin.
Entwicklung der Larven
Grasschaumzikaden sind hemimetabol. Sie vollziehen eine unvollständige Verwandlung vom Ei über die Larve direkt (ohne Puppenstadium) zum Vollinsekt (Imago). Die Entwicklung der Larven erfolgt über fünf Stadien, wobei sich mit zunehmendem Alter die Anlagen für die Organe des erwachsenen Tieres (Flügel, Genitalarmatur) bilden und vergrößern. Die verschiedenen Stadien gehen über Häutungen ineinander über. Die Rückenseite der Larven ist im Querschnitt halbkreisförmig hoch gewölbt, die Bauchseite konkav. Der Kopf ist vor den Antennen und Augen stark ausgebuchtet und insgesamt rundlich. Der Hinterleib ist etwas aufgeblasen. Die Larven leben eingehüllt in einem Schaumnest an Stängeln und Blättern ihrer Wirtspflanzen. Sie besitzen am Bauch eine Atemhöhle, die im Verlauf der Evolution aus Einfaltungen der Hinterleibsringe entstanden ist. In der Atemhöhle befinden sich die Atemöffnungen (Stigmata), die Einmündungsstellen der Tracheen an der Körperoberfläche. Die Tracheen bilden ein System aus Atemröhren, das den ganzen Körper eines Insekts durchzieht und das funktionale Äquivalent zu unserer Lunge darstellt. Durch rhythmisches Einpumpen von Luftbläschen aus der Atemhöhle in eine eiweißhaltige Flüssigkeit, welche die Larven aus dem After abscheiden, wird der Schaum erzeugt. Dieser Vorgang hält bis zum Verlassen des Exkrets durch die Imago an. Die Konsistenz des Schaumes kann nur deshalb aufrechterhalten werden, da die Tiere aus speziellen Exkretionsorganen im Darm (Malpighische Gefäße) Schleimstoffe aus (Glykosaminoglykane, früher Mucopolysaccharide) und Eiweißen ausscheiden. Der Schaum schützt die darin sitzende Larve vor auch Feinden, erhält aber in erster Linie die für die Weiterentwicklung nötige Feuchtigkeit und Temperatur.

## Gefährdung und Schutz
Grasschaumzikaden sind nicht gesondert gesetzlich geschützt. In Deutschland gelten sie als nicht gefährdet.

## Arten der GattungNeophilaenusin Europa
In Europa kommen elf Arten in der Gattung Neophilaenus Haupt 1935 vor. Deutsche Artnamen existieren weitgehend nur für die in der Bundesrepublik Deutschland nachgewiesenen Arten.
- Zwenkenschaumzikade, Neophilaenus albipennis (Fabricius, 1798)
- Neophilaenus angustipennis (Horváth, 1909)
- Feldschaumzikade, Neophilaenus campestris (Fallén, 1805)
- Waldschaumzikade, Neophilaenus exclamationis (Thunberg, 1784)
- Steppenschaumzikade, Neophilaenus infumatus (Haupt, 1917)
- Neophilaenus limpidus (Wagner, 1935)
- Grasschaumzikade, Neophilaenus lineatus (Linnaeus, 1758)
- Neophilaenus longiceps (Puton, 1895)
- Zwergschaumzikade, Neophilaenus minor (Kirschbaum, 1868)
- Neophilaenus modestus (Haupt, 1922)
- Neophilaenus pallidus (Haupt, 1917)